# 光明街道 (洮南市)
光明街道，是中华人民共和国吉林省白城市洮南市下辖的一个乡镇级行政单位。

## 行政区划
光明街道下辖以下地区：
光大社区、光华社区和光照社区。